# الوليد بن عتبة بن ربيعة
الوليد بن عتبة بن ربيعة العبشمي القرشي (48 ق هـ - 2 هـ / 575م - 624م) هو ابن عتبة بن ربيعة وشقيق الصحابي البدري أبو حذيفة بن عتبة، وهند بنت عتبة. مثل والده عتبة، كان الوليد ضد الرسول محمد ودينه الإسلام.
كان فارسًا من فرسان قريش، قُتل على يد علي بن أبي طالب في يوم معركة بدر في المبارزة القتالية الثلاثية التي سبقت المعركة. حينما دخل ثلاثة من فرسان قريش، وهم: الوليد وابيه عتبة وعمه شيبة، في مبارزة قتالية ضد حمزة بن عبد المطلب وعلي بن أبي طالب وعبيدة بن الحارث. حيث قتل علي الوليد، ثم بحسب بعض المصادر فقد هاجم حمزة وعلي شيبة فقتلاه أي ان عبيدة قد بارز شيبة وحمزة بارز عتبة، وبحسب مصادر أخرى فقد هاجم حمزة وعلي عتبة فقتلاه أي ان عبيدة قد بارز عتبة وحمزة بارز شيبة، ومن رواية أخرى ان علي قد بارز شيبة وحمزة عتبة واما الوليد فقد مالا عليه حمزة وعلي فقتلاه، ولاحقا توفي عبيدة على إثر جرحه من المبارزة.

## نسبه
- هو وليد بن عتبة بن ربيعة بن عبد شمس بن عبد مناف بن قصي بن كلاب بن مرة بن كعب بن لؤي بن غالب بن فهر بن مالك بن النضر بن كنانة العبشمي القرشي.